# Оушанпорт (Њу Џерзи)
Оушанпорт (енгл. Oceanport) град је у америчкој савезној држави Њу Џерзи.

## Демографија
По попису из 2010. године број становника је 5.832, што је 25 (0,4%) становника више него 2000. године.
| Група             | 2000.         | 2010.         |
| Белци             | 5.481 (94,4%) | 5.276 (90,5%) |
| Афроамериканци    | 114 (2,0%)    | 175 (3,0%)    |
| Азијати           | 46 (0,8%)     | 93 (1,6%)     |
| Хиспаноамериканци | 120 (2,1%)    | 236 (4,0%)    |
| Укупно            | 5.807         | 5.832         |